# Escuadrón de Vuelo Avanzado
El Escuadrón de Vuelo Avanzado (EVA) es una unidad de vuelo de la Fuerza Aérea Uruguaya creada el 15 de agosto de 1995 mediante el Decreto N.º 311/995 del Poder Ejecutivo de Uruguay. Depende de la Brigada Aérea II, subordinada al Comando Aéreo de Operaciones, operando desde la Base Aérea "Tte. 2.° Mario W. Parallada" en Santa Bernardina, Durazno. Su función principal es brindarle a los Alféreces de los Escalafones A (Aviadores) y B (Navegantes) del Cuerpo Aéreo de la Fuerza Aérea Uruguaya, egresados de la Escuela Militar de Aeronáutica, la instrucción teórica, práctica y de vuelo avanzadas que son necesarias para que puedan desempeñarse en el resto de las unidades de la Fuerza Aérea. Para ello, el Escuadrón de Vuelo Avanzado imparte los Cursos de Vuelo Avanzado, los Cursos de Vuelo por Instrumentos Avanzado y los Cursos de Navegación Avanzada, al mismo tiempo que también se capacita a nuevos pilotos de combate e instructores de vuelo, y se realizan despliegues hacia otros aeródromos del país. El Escuadrón de Vuelo de Avanzado se encuentra equipado con aeronaves de instrucción avanzada Pilatus PC-7U Turbo Trainer, en servicio en la Fuerza Aérea Uruguaya desde 1992.

## Historia

### Antecedentes

#### Creación de la Escuela de Vuelo Avanzado
En la Fuerza Aérea Uruguaya, el Centro de Instrucción y Entrenamiento de Vuelo Avanzado (C.I.E.V.A.) era la Unidad encargada de la capacitación de los Oficiales egresados de la Escuela Militar de Aeronáutica, equipado con aeronaves Cessna U-17A Skywagon. Esta Unidad, sin embargo, terminó desapareciendo para dar paso a la creación de la Escuela de Vuelo Avanzado por medio del Decreto N.º 675/990 del Poder Ejecutivo. La Orden del Comando General de la Fuerza Aérea N.º 3.164 de fecha 20 de febrero de 1991 aprobó el Reglamento Orgánico Funcional de la Escuela de Vuelo Avanzado (E.V.A.), mientras que en el Decreto se especificó la misión y las funciones que esta nueva Unidad debía pasar a cumplir como parte de la Fuerza Aérea. Su dependencia fue establecida como el Comando Aéreo de Personal, y su acuartelamiento el entonces Aeródromo Militar “Tte. 2° Mario W. Parallada”. Posteriormente, y a través de la Orden del Comando General de la Fuerza Aérea N.º 3.225 del 30 de julio del año 1991, la cual fue transcrita del Boletín del Ministerio de Defensa Nacional N.º 9.017, se designó como Jefe de la Escuela de Vuelo Avanzado al Teniente Coronel (Aviador) Juan P. Marset. Al día siguiente, por medio de la Orden del Comando General de la Fuerza Aérea N.º 3.227, se le asignó a la Escuela un simulador de vuelo GAT-1. Esta misma Orden, además, derogó la reglamentación que estableció la organización del Centro de Instrucción y Entrenamiento de Vuelo Avanzado, desapareciendo por completo de la Organización de la Fuerza Aérea. Las aeronaves Cessna U-17A Skywagon que se encontraban asignadas al C.I.E.V.A. pasaron a prestar servicios en una escuadrilla de uso múltiple dentro de la Brigada Aérea II, que con el tiempo se reglamentó y se convirtió en la actual Escuadrilla de Enlace, hoy dotada con aeronaves Cessna U-206H Stationair y Beechcraft UB-58 Baron. Esta Unidad fue creada mediante la Orden del Comando General de la Fuerza Aérea N.° 3.227.
La Orden de la Unidad N.º 1 de la Escuela de Vuelo Avanzado, del día 10 de agosto de 1991, estableció que mientras la Escuela no contara con ninguna aeronave de entrenamiento asignada, su personal cumpliría con actividad de vuelo en el resto de la Brigada Aérea II, aunque para ese entonces ya se encontraban encaminadas las negociaciones para la adquisición de aeronaves Pilatus PC-7 Turbo Trainer.

#### Incorporación del Pilatus PC-7U Turbo Trainer

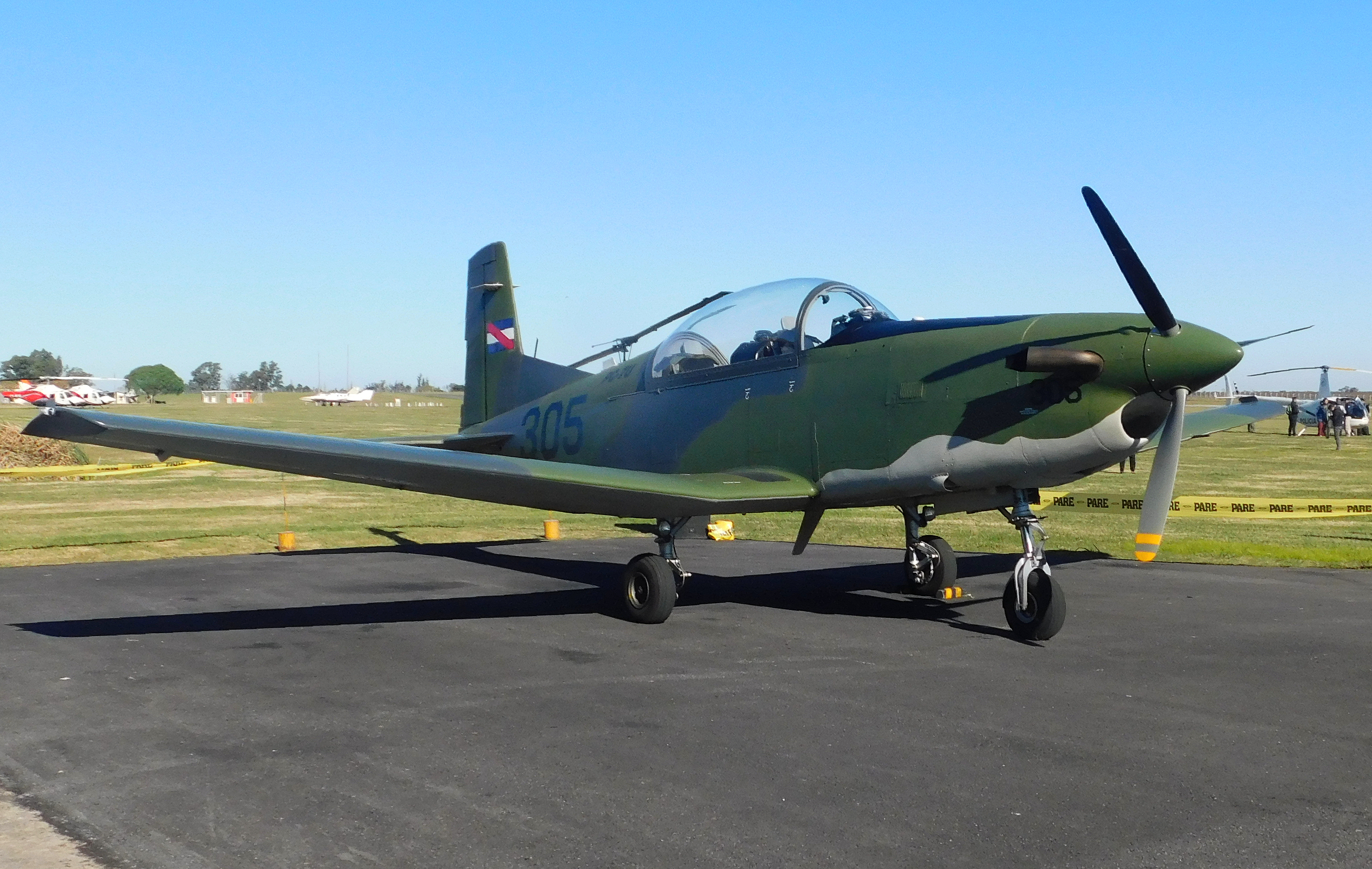
Pilatus PC-7U Turbo Trainer del Escuadrón de Vuelo Avanzado de la Fuerza Aérea Uruguaya, matriculado como FAU 305, en el Aeropuerto Internacional "Ángel S. Adami" de Montevideo, con motivo de una exhibición por el aniversario del Instituto de Adiestramiento Aeronáutico, 2019.

Tras su compra, un total de 6 de estos aviones arribaron al Puerto de Montevideo en 1992, siendo trasladados por vía terrestre hasta el Servicio de Mantenimiento de la Fuerza Aérea en la Brigada Aérea I, y ensamblados entre el 7 y 13 de diciembre del año 1992. Todas ellas fueron asignadas a la Escuela de Vuelo Avanzado, y al poco tiempo de su incorporación, el 25 de junio del año 1993, el entonces Presidente de la República, Luis Alberto Lacalle, al tener que efectuar una visita a la Brigada Aérea II, decidió trasladarse hasta allí en uno de estos nuevos aviones, motivo por el cual el Teniente Coronel (Aviador) Juan P. Marset se trasladó en vuelo hasta la Brigada Aérea I en el Pilatus PC-7U Turbo Trainer que recibió en la Fuerza Aérea Uruguaya la matrícula FAU 304, abordando en ella el presidente, y procediendo ambos en vuelo hasta Santa Bernardina, Durazno, con el Teniente Coronel Marset como piloto al mando.
Esta aeronave posteriormente se accidentó, con consecuencias mortales para su tripulación, el 8 de abril de 1994.

### Creación del Escuadrón de Vuelo Avanzado
El Escuadrón de Vuelo Avanzado fue creado el 15 de agosto de 1995 por Decreto N.º 311/995 del Poder Ejecutivo de Uruguay, a solicitud del Comando General de la Fuerza Aérea, y sucediendo a la Escuela de Vuelo Avanzado. Sus medios continuaron siendo las aeronaves PC-7U que conserva y opera hasta la actualidad, estableciéndose que sería competencia del Comando General reglamentar su funcionamiento y organización. Su misión se fijó entonces como la complementación de la formación teórica, práctica y de vuelo de los Oficiales egresados de la Escuela Militar de Aeronáutica, preparándolos operativamente para poder integrar luego al resto de las unidades de la Fuerza Aérea.

#### Actualidad

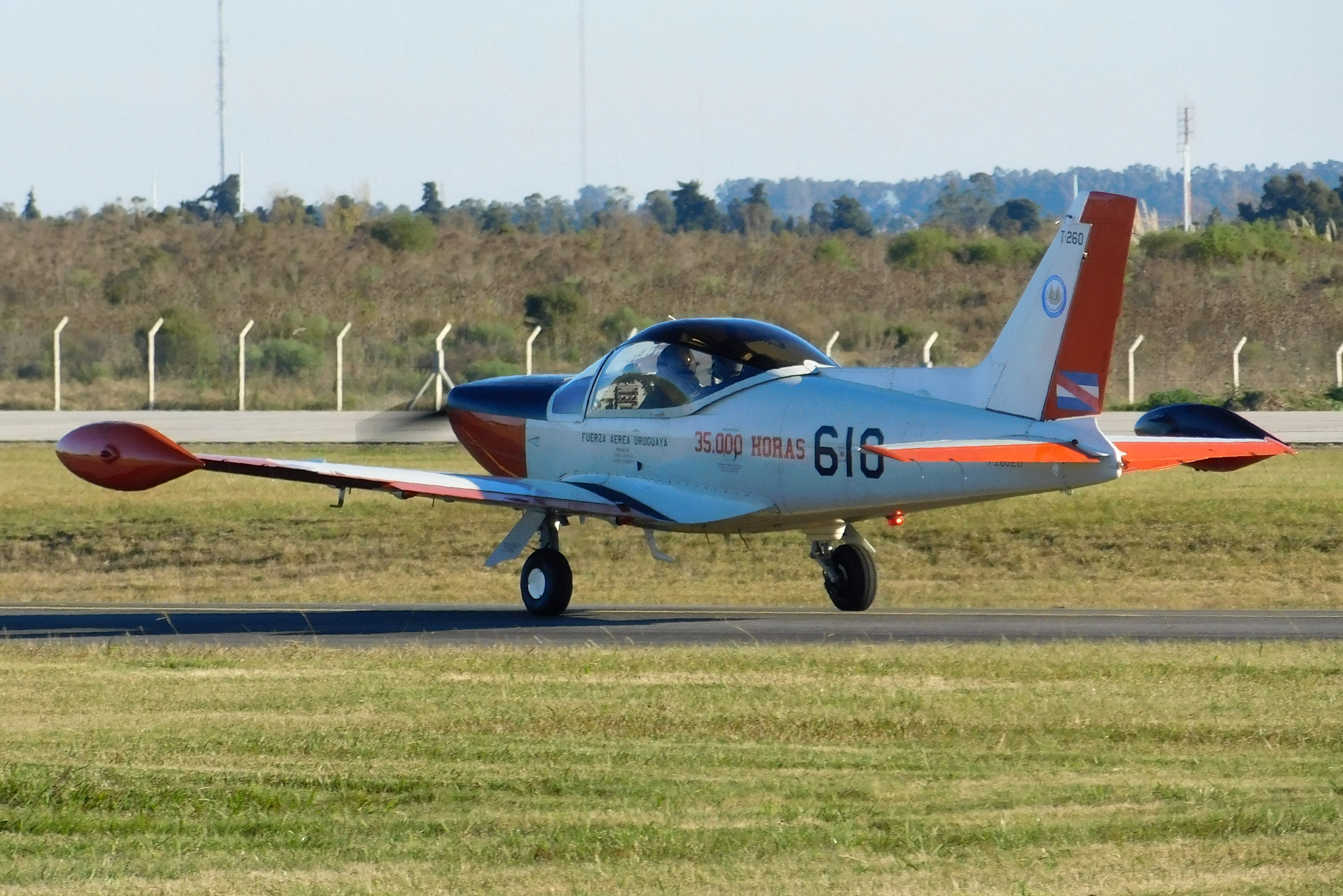
Aermacchi SF-260EU, matrícula FAU 610, perteneciente al Escuadrón de Vuelo Básico de la Fuerza Aérea Uruguaya, dirigiéndose hacia una de las pistas del Aeropuerto Internacional "Ángel S. Adami" de Montevideo para regresar hacia la Base Aérea "General Artigas", sede de la Escuela Militar de Aeronáutica en Pando, Canelones. Normalmente, esta es la única aeronave que los Alféreces de la Fuerza Aérea han volado al momento de arribar al Escuadrón de Vuelo Avanzado e introducirse con los entrenadores PC-7U.

En la actualidad, los pilotos militares que arriban al Escuadrón de Vuelo Avanzado, normalmente, solo cuentan con su entrenamiento de vuelo primario completo tras haber volado aeronaves Aermaachi SF-260EU en la Escuela Militar de Aeronáutica. En el Escuadrón de Vuelo Avanzado culminan su formación como pilotos militares de la Fuerza Aérea Uruguaya, recibiendo instrucción y entrenamiento en las áreas del vuelo por instrumentos o el vuelo táctico, en las especialidades de combate aire-aire y ataque aire-tierra.
Al año 2022, la flota de aeronaves PC-7U del Escuadrón cuenta con más de 44 850 horas de vuelo al servicio de la Fuerza Aérea Uruguaya, y desde su incorporación en 1992.

## Linaje

### Denominación
- Constituido como Escuadrón de Vuelo Avanzado el 15 de agosto de 1995.

### Acuartelamiento
- Base Aérea "Tte. 2.° Mario W. Parallada" (1995 - presente)

### Dependencia
- Comando Aéreo de Operaciones (1995 - presente)
  - Brigada Aérea II (1995 - presente)

### Aeronaves
- Pilatus PC-7U Turbo Trainer (1995 - presente)